# Leintz-Gatzaga
Leintz-Gatzaga (em basco e oficialmente) ou Salinas de Léniz (em castelhano) é um município da Espanha na província de Guipúzcoa, comunidade autónoma do País Basco, de área 14,7 km² com população de 250 habitantes (2007) e densidade populacional de 16,93 hab/km².

## Demografia
| Variação demográfica do município entre 1991 e 2004 | Variação demográfica do município entre 1991 e 2004 | Variação demográfica do município entre 1991 e 2004 | Variação demográfica do município entre 1991 e 2004 |
| --------------------------------------------------- | --------------------------------------------------- | --------------------------------------------------- | --------------------------------------------------- |
| 1991                                                | 1996                                                | 2001                                                | 2004                                                |
| 239                                                 | 250                                                 | 240                                                 | 248                                                 |